# Фільмографія Двейна Джонсона
Американський актор Двейн Джонсон, також відомий під своїм реслерським ім'ям «Скеля» (англ. The Rock) має довгу кар'єру з багатьма появами у фільмах, телесеріалах та відеоіграх. Фільми з ним зібрали понад 3.5 мільярди доларів в Північній Америці та більше 12.5 мільярдів доларів по всьому світу, зробивши Джонсона однією з найуспішніших і найбільш високооплачуваних за розміром касових зборів зірок усіх часів.

## Фільми
| Рік  | Назва українською            | Оригінальна назва                     | Роль                      | Примітки                                        | Джерела       |
| ---- | ---------------------------- | ------------------------------------- | ------------------------- | ----------------------------------------------- | ------------- |
| 1999 | Поза матом                   | Beyond the Mat                        | Себе                      | Відсутній в титрах, камео, документальний фільм | [ 3 ]         |
| 2001 | Мумія повертається           | The Mummy Returns                     | Метаес/Цар скорпіонів     |                                                 |               |
| 2001 | Воля випадку                 | Longshot                              | Грабіжник                 | Камео                                           |               |
| 2002 | Цар скорпіонів               | The Scorpion King                     | Метаес/Цар скорпіонів     | Перша роль головного героя                      |               |
| 2003 | Скарб Амазонки               | The Rundown                           | Бек                       |                                                 |               |
| 2004 | Широко крокуючи              | Walking Tall                          | Кріс Вон                  |                                                 | [ 4 ]         |
| 2005 | Будь крутішим!               | Be Cool                               | Елліот Вільгельм          |                                                 | [ 5 ]         |
| 2005 | Doom                         | Doom                                  | Ешер «Сержант» Махонін    |                                                 |               |
| 2006 | Казки Півдня                 | Southland Tales                       | Боксер Сантарос           |                                                 | [ 6 ]         |
| 2006 | Другий шанс                  | Gridiron Gang                         | Шон Портер                |                                                 | [ 7 ]         |
| 2007 | 911: Хлопчики за викликом    | Reno 911!: Miami                      | Агент Рік Сміт            | Камео, відсутній в титрах                       | [ 8 ]         |
| 2007 | План гри                     | The Game Plan                         | Джозеф Кінгман            |                                                 |               |
| 2008 | Будь кмітливим               | Get Smart                             | Агент 23                  |                                                 |               |
| 2009 | Відьмина гора                | Race to Witch Mountain                | Джек Бруно                |                                                 | [ 9 ]         |
| 2009 | Планета 51                   | Planet 51                             | Чак                       | Озвучування                                     | [ 10 ]        |
| 2010 | Зубна фея                    | Tooth Fairy                           | Дерек Томпсон/Зубна фея   |                                                 |               |
| 2010 | Навіщо ми одружуємося знову? | Why Did I Get Married Too?            | Деніел Франклін           | Камео, відсутній в титрах                       |               |
| 2010 | Копи на підхваті             | The Other Guys                        | Детектив Крістофер Денсон |                                                 | [ 11 ]        |
| 2010 | Знову ти                     | You Again                             | Служба охорони в літаку   | Камео, відсутній в титрах                       |               |
| 2010 | Нещадний                     | Faster                                | «Водій»                   |                                                 |               |
| 2011 | Форсаж 5: Пограбування в Ріо | Fast Five                             | Люк Гоббс                 |                                                 | [ 12 ]        |
| 2012 | Подорож 2: Таємничий острів  | Journey 2: The Mysterious Island      | Генк Парсонс              | Також співпродюсер                              | [ 13 ]        |
| 2013 | Стукач                       | Snitch                                | Джон Метьюз               | Також продюсер                                  | [ 14 ]        |
| 2013 | G.I. Joe: Атака Кобри 2      | G.I. Joe: Retaliation                 | Марвін Хінтон/Роудблок    |                                                 |               |
| 2013 | Кров'ю і потом: Анаболіки    | Pain & Gain                           | Пол Дойл                  |                                                 | [ 15 ]        |
| 2013 | Форсаж 6                     | Fast & Furious 6                      | Люк Хоббс                 |                                                 | [ 16 ]        |
| 2013 | Емпайр Стейт                 | Empire State                          | Джеймс Ренсом             | Direct-to-video фільм                           | [ 11 ]        |
| 2014 | Геркулес                     | Hercules                              | Геркулес                  |                                                 | [ 11 ]        |
| 2015 | Форсаж 7                     | Furious 7                             | Люк Гоббс                 |                                                 | [ 17 ]        |
| 2015 | Розлом Сан-Андреас           | San Andreas                           | Рей                       |                                                 |               |
| 2015 | Джем і голограми             | Jem and the Holograms                 | Себе                      | Архівні кадри                                   |               |
| 2016 | Півтора шпигуна              | Central Intelligence                  | Боб Стоун                 |                                                 |               |
| 2016 | Ваяна                        | Moana                                 | Мауї                      | Озвучування                                     |               |
| 2017 | Форсаж 8                     | The Fate of the Furious               | Люк Гоббс                 |                                                 |               |
| 2017 | Рятувальники Малібу          | Baywatch                              | Мітч Бученнон             | Також виконавчий продюсер                       |               |
| 2017 |                              | Rock and a Hard Place                 | Себе                      | Також виконавчий продюсер, документальний       |               |
| 2017 | Джуманджі: Поклик джунглів   | Jumanji: Welcome to the Jungle        | Смолдер Брейвстоун        | Також виконавчий продюсер                       | [ 18 ] [ 19 ] |
| 2018 | Ремпейдж                     | Rampage                               | Девіс Окойє               | Також виконавчий продюсер                       | [ 20 ]        |
| 2018 | Хмарочос                     | Skyscraper                            | Вілл Сав'єр               | Також продюсер                                  | [ 21 ]        |
| 2019 | Боротьба з моєю родиною      | Fighting with My Family               | Двейн Джонсон             | Також продюсер                                  | [ 22 ]        |
| 2019 | Шазам!                       | Shazam!                               | Чорний Адам               | Камео і виконавчий подюсер                      |               |
| 2019 | Форсаж: Гоббс та Шоу         | Fast & Furious Presents: Hobbs & Shaw | Люк Гоббс                 | Також продюсер                                  | [ 23 ]        |
| 2019 | Джуманджі: Наступний рівень  | Jumanji: The Next Level               | Смолдер Брейвстоун        | Також продюсер                                  | [ 24 ]        |
| 2021 | Круїз по джунглях            | Jungle Cruise                         | Френк                     | Також продюсер                                  |               |
| 2021 | Персонаж                     | Free Guy                              | грабіжник банку           | Камео, озвучування                              | [ 25 ]        |
| 2021 | Червоне повідомлення         | Red Notice                            | Джон Хартлі               | Також продюсер                                  |               |
| 2022 | DC Ліга Супер-Улюбленців     | DC League of Super-Pets               | Крипто                    | Озвучування, також продюсер                     |               |
| 2022 | Чорний Адам                  | Black Adam                            | Чорний Адам               | Також продюсер                                  |               |
| 2024 | Ваяна 2                      | Moana 2                               | Мауї                      | Озвучування                                     |               |
| 2024 | Кодове ім'я «Червоний»       | Red One                               | Каллум Дрифт              | Також продюсер                                  |               |
| 2025 | Руйнівна машина              | The Smashing Machine                  | Марк Керр                 | Також продюсер                                  |               |
| 2026 | Ваяна                        | Moana                                 | Мауї                      | Також продюсер                                  |               |
| 2026 | Форсаж 11                    | Fast X: Part 2                        | Люк Гоббс                 |                                                 |               |

## Телебачення
| Рік       | Назва українською                               | Оригінальна назва        | Роль             | Примітки                                                   | Джерела |
| --------- | ----------------------------------------------- | ------------------------ | ---------------- | ---------------------------------------------------------- | ------- |
| 1999      | Шоу 70-х                                        | That '70s Show           | Рокі Джонсон     | Епізод: «That Wrestling Show»                              |         |
| 1999      | Мережа                                          | The Net                  | Броуді           | Епізод: «Last Man Standing»                                |         |
| 2000      | Зоряний шлях: Вояджер                           | Star Trek: Voyager       | «Чемпіон»        | Епізод: «Tsunkatse»                                        |         |
| 2000–2017 | Суботнього вечора в прямому ефірі               | Saturday Night Live      | Себе             | Ведучий; 5 епізодів                                        |         |
| 2007      | Корі в будинку                                  | Cory in the House        | Себе             | Епізод: «Never the Dwayne Shall Meet»                      |         |
| 2007      | Ханна Монтана                                   | Hannah Montana           | Себе             | Епізод: «Don't Stop Til You Get the Phone»                 |         |
| 2009      | Чаклуни з Вейверлі                              | Wizards of Waverly Place | Себе             | Епізод: «Art Teacher»                                      |         |
| 2009      | Церемонія вручення Kids' Choice Awards 2009     | 2009 Kids' Choice Awards | Себе             | Ведучий                                                    |         |
| 2010      | Сім'янин                                        | Family Guy               | Себе             | Епізод: «Big Man on Hippocampus»                           |         |
| 2010      | Трансформери: Прайм                             | Transformers: Prime      | Кліффджампер     | Озвучування, епізод: «Darkness Rising, Part 1»             | [ 26 ]  |
| 2013      | Герой                                           | The Hero                 | Себе             | Ведучий, також виконавчий продюсер                         |         |
| 2014–2015 |                                                 | Wake Up Call             | Себе             | Ведучий також автор та виконавчий продюсер                 |         |
| 2015      | Ліпсінк Батл                                    | Lip Sync Battle          | Себе             | Епізод: «Двейн Джонсон vs. Джиммі Феллон»                  |         |
| 2015–2019 | Гравці                                          | Ballers                  | Спенсер Страсмор | 47 епізодів; також виконавчий продюсер                     |         |
| 2016      | Церемонія вручення премії MTV Movie Awards 2016 | 2016 MTV Movie Awards    | Себе             | Співведучий                                                |         |
| 2017      | Лінія життя                                     | Lifeline                 | Себе             | Епізод: «In 33 Days You'll Die»; також виконавчий продюсер | [ 27 ]  |
| 2019–2020 | Ігри титанів                                    | The Titan Games          | Себе             | Ведучий також автор та виконавчий продюсер                 |         |
| 2021–2023 | Молодий Скеля                                   | Young Rock               | Двейн Джонсон    | Оповідач також автор та виконавчий продюсер                | [ 28 ]  |
| 2021      |                                                 | Behind the Attraction    | Себе             | Епізод: «Jungle Cruise»; також виконавчий продюсер         | [ 29 ]  |

## Відеоігри
| Рік  | Назва                                   | Роль           | Примітки                           | Джерела |
| ---- | --------------------------------------- | -------------- | ---------------------------------- | ------- |
| 2002 | The Scorpion King: Rise of the Akkadian | Цар скорпіонів | Озвучування                        | [ 30 ]  |
| 2006 | SpyHunter: Nowhere to Run               | Алекс Декер    | Озвучування, також захоплення руху | [ 31 ]  |
| 2021 | Fortnite: Battle Royale                 | The Foundation | Озвучування, прототип персонажа    | [ 32 ]  |

## Музичні відео
| Рік  | Назва                                          | Виконавець                                      | Роль         | Примітки           | Джерела |
| ---- | ---------------------------------------------- | ----------------------------------------------- | ------------ | ------------------ | ------- |
| 2000 | «Know Your Role»                               | Method Man                                      | Себе         |                    |         |
| 2000 | «It Doesn't Matter»                            | Вайклеф Жан                                     | Себе         |                    |         |
| 2011 | «Dwayne „The Rock“ Johnson WWE Entrance Video» | Джим Джонстон                                   | Себе         |                    |         |
| 2016 | «You're Welcome (From „Moana“)»                | Сам                                             | Себе         | Озвучування        |         |
| 2017 | «Jumanji, Jumanji»                             | Нік Джонас і Джек Блек                          | Себе         |                    |         |
| 2020 | «The Man»                                      | Тейлор Свіфт                                    | Тейлор Свіфт | Озвучування; камео | [ 33 ]  |
| 2021 | «Face Off»                                     | Tech N9ne, Joey Cool, King Iso, і Двейн Джонсон | Себе         |                    | [ 34 ]  |